# Sakskøbing
Sakskøbing är en tätort och stad i Guldborgsunds kommun i Region Själland i sydöstra Danmark. Tätorten har 4 556 invånare (2024). Den ligger på ön Lolland, cirka 16 kilometer väster om staden Nykøbing Falster.
Sakskøbing var centralort i Sakskøbings kommun fram till kommunreformen 2007.